# Уиганд, Карл Маккей
Карл Макке́й Уи́ганд (англ. Karl McKay Wiegand, 1873—1942) — американский ботаник, возглавлявший департамент ботаники Корнеллского университета.

## Биография
Родился в городке Тракстон в центральной части Нью-Йорка 2 июня 1873 года в семье аптекаря Джона Кристофера Уиганда и его супруги Энни, в девичестве Маккей. Внук эмигранта из Пруссии Карла Виганда, прибывшего в Нью-Йорк в 1849 году. Начальное образование получал в Итаке, собирался учиться на фармацевта в Корнеллском университете, однако незадолго до окончания школы соответствующее отделение университета было ликвидировано. В 1894 году Карл Уиганд окончил Корнеллский университет со степенью бакалавра, после чего остался в университете для работы в должности ассистента на департаменте ботаники и для продолжения обучения.
В 1898 году Карл Уиганд защитил диссертацию по физиологии растений на соискание степени доктора философии, посвящённую повреждениям почек растений, вызванным морозом. В 1899 году Уиганд стал инструктором по ботанике. С 1900 года он преподавал систематику растений, в основном оставив изучение физиологии.
С 1906 года Карл был женат на Мод Сипперли (Maude Cipperly), дочери фермера из города Трой.
В 1907 году Уиганд стал доцентом в Колледже Уэллсли, где преподавал общую ботанику и систематику. В 1913 году он вернулся в Корнеллский университет и возглавил новообразованный департамент ботаники Сельскохозяйственного колледжа. В звании профессора Уиганд работал до 1941 года. Он основал гербарий Сельскохозяйственного колледжа Корнеллского университета, а затем увеличил его коллекцию до 300 тысяч образцов.
Скончался Карл Маккей Уиганд в Итаке 12 марта 1942 года.
Большая часть работ Уиганда посвящена родам Астра и Ирга, а также роду Боярышник. Он был членом Американской ассоциации по продвижению науки, Ботанического общества Америки (избирался президентом в 1939 году), Ботанического клуба Новой Англии и ряда других научных обществ.

## Некоторые научные работы
- Wiegand, K.M. The structure of the fruit in the order Ranunculaceae (англ.) // Proceedings of the American microscopical Society : journal. — 1894. — Vol. 16. — P. 69—100.
- Wiegand, K.M. A revision of the genus Listera (англ.) // Bulletin of the Torrey Botanical Club. — 1899. — Vol. 26. — P. 157—191.
- Wiegand, K.M. The genus Amelanchier in Easterm North America (неопр.) // Rhodora. — 1912. — Т. 14. — С. 117—168.
- Fernald, M.L.; Wiegand, K.M. The genus Euphrasia in North America (неопр.) // Rhodora. — 1915. — Т. 17. — С. 181—201.
- Wiegand, K.M.; Eames, A.J. The flora of the Cayuga Lake Basin. — Ithaca, NY, 1926. — 491 p.

## Некоторые виды, названные в честь К. Уиганда
- Carex wiegandii Mack., 1931
- Salix ×wiegandii Fernald, 1933